# ميلاني فريند
ميلاني فريند (بالإنجليزية: Melanie Friend)‏ هي مصورة بريطانية، ولدت في 1957.

## وصلات خارجية
- الموقع الرسمي